# Gay-Lussac (cratère)
Pour les articles homonymes, voir Gay-Lussac (homonymie).
Gay-Lussac est un cratère lunaire situé sur la face visible de la Lune. Il se trouve au nord du cratère Copernic et dans les contreforts sud des Montes Carpatus et au sud de la Mare Imbrium. Le bord du cratère est légèrement déformé, bien que généralement circulaire. Le plancher intérieur est plat sans pic central. Au sud-ouest s'étend une rainure nommée "Rima Gay-Lussac". Il s'agit d'une formation presque linéaire avec des courbes à la fin, qui suit une ligne de 40 km de long du sud-ouest au nord-est. 
En 1935, l'Union astronomique internationale a donné le nom du physicien français Gay-Lussac à ce cratère lunaire.
Par convention, les cratères satellites sont identifiés sur les cartes lunaires en plaçant la lettre sur le côté du point central du cratère qui est le plus proche de Gay-Lussac.
| Gay-Lussac | Latitude | Longitude | Diamètre |
| ---------- | -------- | --------- | -------- |
| A          | 13.2° N  | 20.4° W   | 15 km    |
| B          | 16.2° N  | 21.1° W   | 3 km     |
| C          | 15.4° N  | 22.5° W   | 5 km     |
| D          | 14.6° N  | 21.0° W   | 5 km     |
| F          | 14.0° N  | 19.6° W   | 5 km     |
| G          | 13.8° N  | 18.9° W   | 5 km     |
| H          | 13.4° N  | 23.2° W   | 5 km     |
| J          | 11.7° N  | 21.7° W   | 3 km     |
| N          | 12.6° N  | 20.9° W   | 2 km     |